# Meliboeus braunsellus
Meliboeus braunsellus es una especie de escarabajo barrenador metálico del género Meliboeus, familia Buprestidae, orden Coleoptera.

## Taxonomía
Fue descrita por Obenberger en 1935 y publicada en Obenberger J. Agrilinorum diagnoses praeliminares (Col. Bupr.). Acta Societatis Entomologicae Cechosloveniae 32:49-56. (1935).